# کیلپی‌سی‌یروی
کیلْپی‌سی‌یَرْوی (فنلاندی: [ˈkilpisjærʋi], سامی شمالی: Gilbbesjávri  [ˈkilːppesˌjaːvːriː]) یک روستا در شهرداری اینونتکیو ،لاپلند، فنلاند است. این روستا در نزدیکی شمال غربی‌ترین نقطه فنلاند واقع شده‌است.

## موقعیت
اگرچه کیلْپی‌سیارْوی یکی از بزرگ‌ترین روستاهای اینونتکیو برشمرده می‌شود، اما هنوز بسیار کوچک بوده و در سال ۲۰۰۰ جمعیت آن ۱۱۴ نفر ثبت شده‌است.
مانند بسیاری از روستاهای سامی، کیلْپی‌سیارْوی در اطراف جاده ئی۸ اروپا با ارتفاع ۵۶۵٫۸ متر قرار دارد.
کیلْپی‌سیارْوی دارای مدرسه و یک هتل خاص خود است و شمالی‌ترین ایستگاه تحقیقاتی دانشگاه هلسینکی و همچنین مرکز تحقیقاتی کایرا (رصدخانه نجومی در فنلاند) در آنجا واقع شده‌است. شناخته شده‌ترین جاذبه‌های توریستی در کیلْپی‌سیارْوی منطقه سانا و نقطه مرزی سه‌گانه (یک ناحیه تاریخی در نقطه مرزی فنلاند، سوئد و نروژ) است.

## اقلیم
کیلْپی‌سیارْوی دارای آب و هوای زیر قطبی است (سامانه طبقه‌بندی اقلیمی کوپن: Dfc) که از نزدیک با توندرا (ET) هم‌مرز است و در سال تنها یک ماه بالاتر از آستانه ۱۰ درجه سانتیگراد (۵۰ درجه فارنهایت) است. تابستان معمولاً خنک و بارانی با شب‌های تند است. زمستان بسیار طولانی، سرد و برفی است و معمولاً در ماه اکتبر شروع شده و تا ماه مه ادامه دارد.
| داده‌های اقلیم کیلپی‌سیاروی 1981-2010 | داده‌های اقلیم کیلپی‌سیاروی 1981-2010 | داده‌های اقلیم کیلپی‌سیاروی 1981-2010 | داده‌های اقلیم کیلپی‌سیاروی 1981-2010 | داده‌های اقلیم کیلپی‌سیاروی 1981-2010 | داده‌های اقلیم کیلپی‌سیاروی 1981-2010 | داده‌های اقلیم کیلپی‌سیاروی 1981-2010 | داده‌های اقلیم کیلپی‌سیاروی 1981-2010 | داده‌های اقلیم کیلپی‌سیاروی 1981-2010 | داده‌های اقلیم کیلپی‌سیاروی 1981-2010 | داده‌های اقلیم کیلپی‌سیاروی 1981-2010 | داده‌های اقلیم کیلپی‌سیاروی 1981-2010 | داده‌های اقلیم کیلپی‌سیاروی 1981-2010 | داده‌های اقلیم کیلپی‌سیاروی 1981-2010 |
| ماه                                 | ژانویه                              | فوریه                               | مارس                                | آوریل                               | مه                                  | ژوئن                                | ژوئیه                               | اوت                                 | سپتامبر                             | اکتبر                               | نوامبر                              | دسامبر                              | سال                                 |
| ----------------------------------- | ----------------------------------- | ----------------------------------- | ----------------------------------- | ----------------------------------- | ----------------------------------- | ----------------------------------- | ----------------------------------- | ----------------------------------- | ----------------------------------- | ----------------------------------- | ----------------------------------- | ----------------------------------- | ----------------------------------- |
| سابقهٔ بیش‌ترین °C (°F)               | ۶٫۲ (۴۳)                            | ۶٫۴ (۴۴)                            | ۸٫۲ (۴۷)                            | ۱۲٫۷ (۵۵)                           | ۲۲٫۲ (۷۲)                           | ۲۴٫۹ (۷۷)                           | ۲۶٫۸ (۸۰)                           | ۲۶٫۱ (۷۹)                           | ۱۹٫۰ (۶۶)                           | ۱۲٫۹ (۵۵)                           | ۸٫۵ (۴۷)                            | ۶٫۸ (۴۴)                            | ۲۶٫۸ (۸۰)                           |
| میانگین بیش‌ترین °C (°F)             | −۸٫۲ (۱۷)                           | −۸٫۰ (۱۸)                           | −۴٫۶ (۲۴)                           | ۰٫۵ (۳۳)                            | ۵٫۹ (۴۳)                            | ۱۲٫۱ (۵۴)                           | ۱۵٫۷ (۶۰)                           | ۱۳٫۷ (۵۷)                           | ۸٫۴ (۴۷)                            | ۱٫۹ (۳۵)                            | −۴٫۱ (۲۵)                           | −۷٫۰ (۱۹)                           | ۲٫۱۹ (۳۶)                           |
| میانگین روزانه °C (°F)              | −۱۲٫۹ (۹)                           | −۱۲٫۵ (۱۰)                          | −۹٫۳ (۱۵)                           | −۳٫۹ (۲۵)                           | ۲٫۱ (۳۶)                            | ۷٫۵ (۴۶)                            | ۱۱٫۲ (۵۲)                           | ۹٫۶ (۴۹)                            | ۵٫۰ (۴۱)                            | −۰٫۷ (۳۱)                           | −۷٫۶ (۱۸)                           | −۱۱٫۷ (۱۱)                          | −۱٫۹۳ (۲۸٫۶)                        |
| میانگین کم‌ترین °C (°F)              | −۱۸٫۰ (۰)                           | −۱۷٫۷ (۰)                           | −۱۴٫۶ (۶)                           | −۸٫۸ (۱۶)                           | −۱٫۵ (۲۹)                           | ۳٫۶ (۳۸)                            | ۷٫۶ (۴۶)                            | ۶٫۳ (۴۳)                            | ۲٫۱ (۳۶)                            | −۳٫۲ (۲۶)                           | −۱۱٫۵ (۱۱)                          | −۱۶٫۷ (۲)                           | −۶٫۰۳ (۲۱٫۱)                        |
| سابقهٔ کم‌ترین °C (°F)                | −۳۹٫۶ (−۳۹)                         | −۴۱٫۰ (−۴۲)                         | −۳۷٫۷ (−۳۶)                         | −۳۱٫۰ (−۲۴)                         | −۲۲٫۰ (−۸)                          | −۴٫۲ (۲۴)                           | −۰٫۶ (۳۱)                           | −۱٫۹ (۲۹)                           | −۸٫۵ (۱۷)                           | −۲۴٫۰ (−۱۱)                         | −۳۴٫۶ (−۳۰)                         | −۳۹٫۱ (−۳۸)                         | −۴۱ (−۴۲)                           |
| بارندگی میلی‌متر (اینچ)              | ۵۰ (۱٫۹۷)                           | ۳۵ (۱٫۳۸)                           | ۳۱ (۱٫۲۲)                           | ۲۷ (۱٫۰۶)                           | ۲۷ (۱٫۰۶)                           | ۴۲ (۱٫۶۵)                           | ۷۳ (۲٫۸۷)                           | ۴۷ (۱٫۸۵)                           | ۳۶ (۱٫۴۲)                           | ۴۱ (۱٫۶۱)                           | ۳۴ (۱٫۳۴)                           | ۴۴ (۱٫۷۳)                           | ۴۸۷ (۱۹٫۱۶)                         |
| [ نیازمند منبع ]                    |                                     |                                     |                                     |                                     |                                     |                                     |                                     |                                     |                                     |                                     |                                     |                                     |                                     |